# Regina Asendorf
Regina Asendorf (* 14. April 1961 im Wangerland) ist eine deutsche Politikerin (Bündnis 90/Die Grünen). Von 2014 bis 2017 war sie Mitglied des Niedersächsischen Landtages.
Regina Asendorf absolvierte eine Gartenbaulehre, studierte Agrarwissenschaften an der Universität Göttingen und trat als Diplom-Agraringenieurin in den höheren Verwaltungsdienst ein. Seit 1990 ist sie Beamtin der Landwirtschaftskammer Niedersachsen.
Seit 2010 ist Regina Asendorf Mitglied von Bündnis 90/Die Grünen. Von 2011 bis 2022 gehörte sie dem Stadtrat von Laatzen an, zuletzt als stellvertretende Bürgermeisterin. Bei den Landtagswahlen 2013 und 2017 trat sie für die Grünen im Wahlkreis Laatzen an, den jedoch jeweils Silke Lesemann (SPD) gewann. Da Asendorf auch auf der Landesliste kandidiert hatte, konnte sie 2014 für Ina Korter in den Landtag nachrücken, die zur Bürgermeisterin von Butjadingen gewählt worden war. Im Jahre 2021 kandidierte Asendorf für das Amt des Bürgermeisters von Laatzen, unterlag jedoch gegen den von der SPD unterstützten Kai Eggert.
Regina Asendorf ist verheiratet und hat zwei Kinder. Sie wohnt in Laatzen-Grasdorf.
| Personendaten    | Personendaten                                     |
| ---------------- | ------------------------------------------------- |
| NAME             | Asendorf, Regina                                  |
| KURZBESCHREIBUNG | deutsche Politikerin (Bündnis 90/Die Grünen), MdL |
| GEBURTSDATUM     | 14. April 1961                                    |
| GEBURTSORT       | Wangerland                                        |